# Slovenska folkpartiet
Slovenska folkpartiet (slovenska: Slovenska ljudska stranka, SLS) är ett politiskt parti i Slovenien, grundat ursprungligen 1989. Partiet är medlem i Europeiska folkpartiet (EPP), men saknar representation i Europaparlamentet ingår därför inte i någon partigrupp i Europaparlamentet. I det nationella parlamentsvalet 2004 vann partiet 7 mandat, men i det senaste valet 2008 ställde partiet upp i en allians med Stranka mladih Slovenije, som tillsammans vann 5,2 % av rösterna och fem mandat i parlamentet.